# شيم يلدرم
شيم يلدرم (بالتركية: Cem Yalçın Yıldırım)‏ هو أستاذ جامعي ورياضياتي تركي، ولد في 8 يوليو 1961.

## وصلات خارجية
- الموقع الرسمي
- شيم يلدرم على موقع الموسوعة البريطانية (الإنجليزية)